# تایری کوپر
تایری کوپر (به انگلیسی: Tyree Cooper) که با نام تایری (به انگلیسی: Tyree) نیز شناخته می‌شود، یک تهیه‌کننده موسیقی هاوس آمریکایی از شیکاگو، ایلینوی است. او بیشتر برای آهنگ هیپ هاوس صدای بیس رو زیاد کن (به انگلیسی: Turn Up the Bass) شناخته می‌شود که در سال ۱۹۸۹ در جدول تک آهنگ‌های بریتانیا به رتبه ۱۲ رسید.تایری کوپر در ابتدا دبیرستان را در سال ۱۹۸۳ و ورزش بسکتبال را ترک کرد اما تصمیم گرفت به تولید موسیقی هاوس و دی جی مشغول شود اولین انتشار او من از شب می‌ترسم (به انگلیسی: I Fear the Night) در سال ۱۹۸۶ در دیجی اینترنشنال رکوردز بود در سال ۱۹۸۷، تایری با ساختن آهنگ اسید بیش از (به انگلیسی: Acid Over) چیزی را منتشر کرد که به یک کلاسیک از صحنه موسیقی اسید هاوس تبدیل شد.

## ترانه‌شناسی
آلبوم‌ها
| ردیف | عنوان آلبوم                                 | تعداد آهنگ‌ها | تاریخ انتشار | ناشر                                    |
| ---- | ------------------------------------------- | ------------ | ------------ | --------------------------------------- |
| ۱    | تایری یک خانه کاملاً جدید دارد               | ۱۰           | ۱۹۸۸         | دی‌جی اینترنشنال رکوردز، بی سی ام رکوردز |
| ۲    | ملت هیپ هاوس                                | ۸            | ۱۹۸۹         | سی بی اس رکوردز، دیسک اینلکو            |
| ۳    | زمان Iz در حال حاضر!                        | ۱۲           | ۱۹۹۱         | دی‌جی اینترنشنال رکوردز                  |
| ۴    | به خانه تیز خوش آمدید                       | ۲۱           | ۱۹۹۸         | X-Dub Inc.                              |
| ۵    | تایر کوپر بهترین موسیقی هاوس را ارائه می‌دهد | ۲۱           | ۱۹۹۹         | Dance Expansion                         |
| ۶    | Hustler DJ-Groupie Vol I                    | ۲۱           | ۲۰۰۲         | DJ-Groupie                              |
| ۷    | Jack'd Volume 1                             | ۱۴           | ۲۰۰۷         | Supa Dupa Records                       |
| ۸    | هیپ هوسین                                   | ۱۰           | ۲۰۰۸         | جم‌های کف                                |
| ۹    | ویژگی پادکست \| پنج                         | ۱۶           | ۲۰۱۰         |                                         |
| ۱۰   | سمت A                                       | ۱۳           | ۲۰۱۳         | مودموزیک، Hypernatural Recordings       |

## تک‌آهنگ‌ها
- من از شب می‌ترسم ۱۹۸۶
- اوه (همراه با فست ادی) ۱۹۸۷
- اسید بیش از ۱۹۸۷
- صدای بیس رو زیاد کن (همراه با کول راک) ۱۹۸۸
- هاردکور هیپ هاوس ۱۹۸۹
- اجازه دهید موسیقی کنترل را در دست بگیرد ۱۹۸۹
- بدن خود را حرکت دهید (همراه با جی ام دی) ۱۹۸۹
- تنها (نه بیشتر) ۱۹۹۰
- دیسکوتک را تکان دهید ۱۹۹۱
- دا بات ۱۹۹۵
- دود دیس۲. ۱۹۹۵
- آینده بازپس گرفته شد ۱۹۹۷
- دعایت را بخوان (همراه با سباستین کریگ) ۲۰۰۱
- چوب نعناع سبز (همراه با درای) ۲۰۰۲
- لرزش (همراه با استاشرایدر) ۲۰۰۴
- سرزمین عجایب (همراه با دنیس نایدانو) ۲۰۰۸
- مردم شاد (همراه با مووی استار) ۲۰۰۸
- گمشده (همراه با مارک رامبوی) ۲۰۰۸
- I.C.U. (همراه با ZlemTree) ۲۰۰۸

## موزیک ویدئوها
- اجازه دهید موسیقی کنترل را در دست بگیرد (همراه با آنتونی توماس)۱۹۹۰[۵]
- صدای بیس رو زیاد کن[۶]